# Trolejbusová doprava v Salcburku

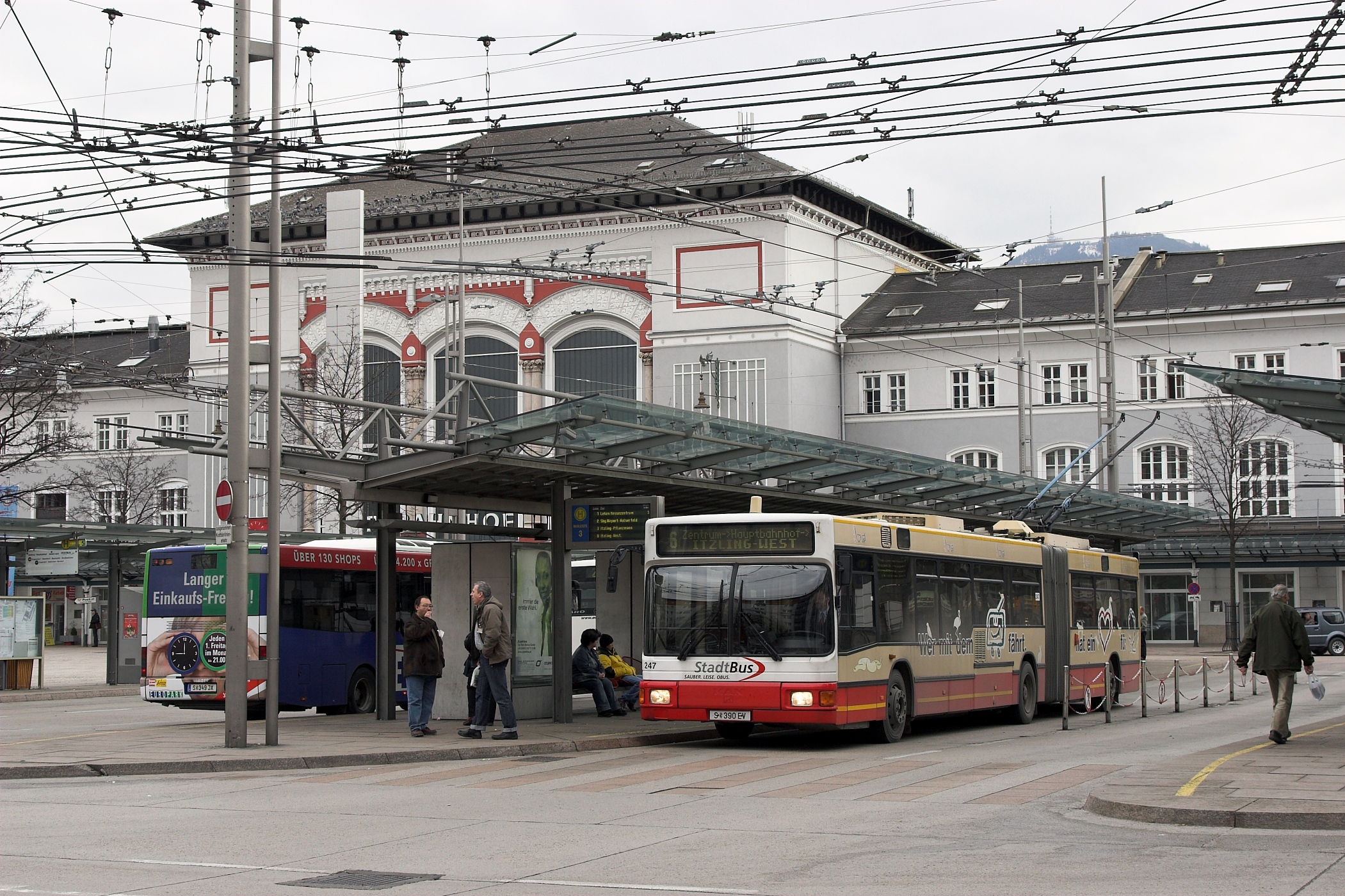
Trolejbusový terminál před salcburským nádražím

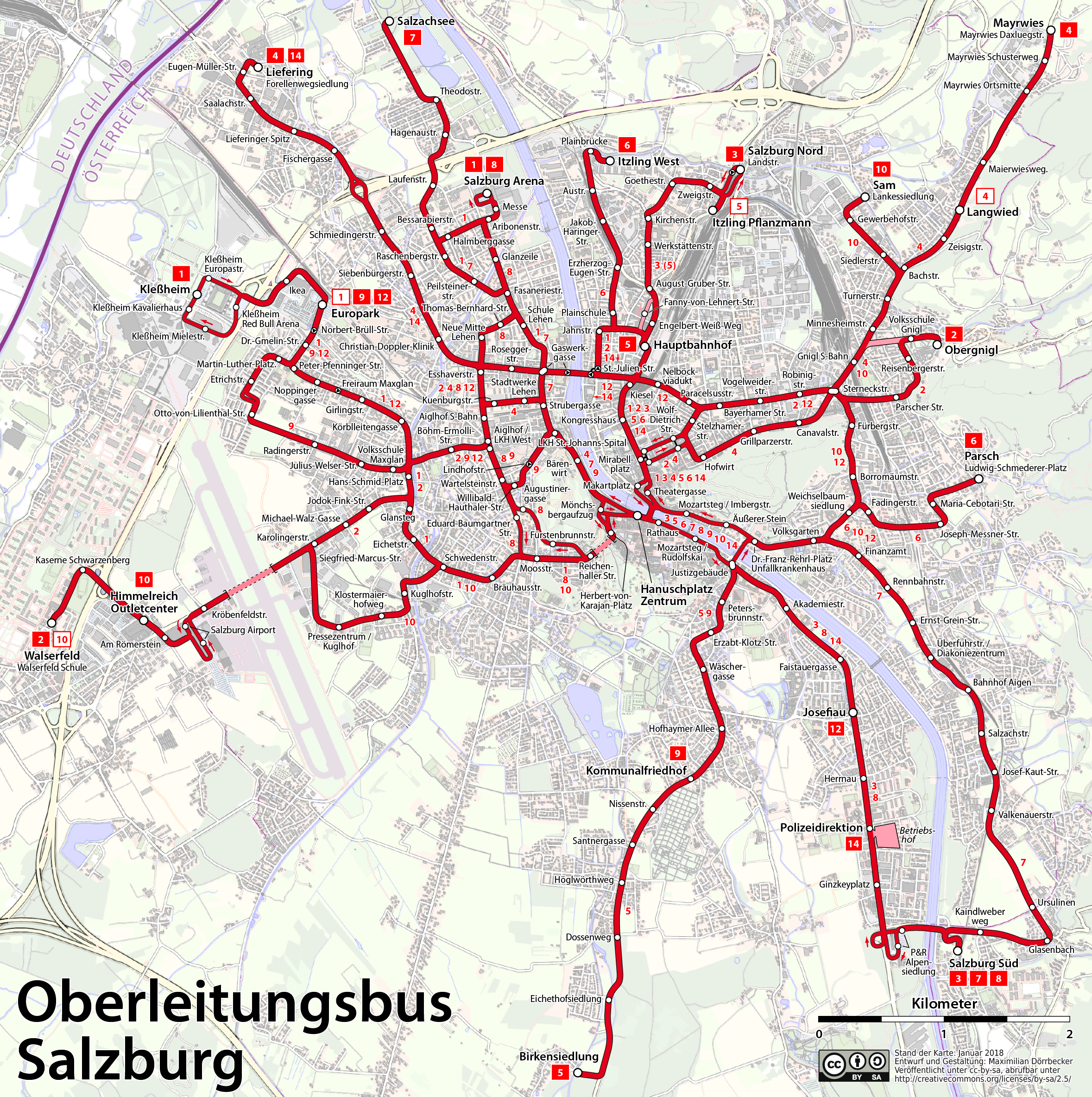
Schéma trolejbusových tratí v Salcburku (2010)

Ve čtvrtém největším městě Rakouska, Salcburku, je od roku 1940 v provozu síť trolejbusové dopravy. Je to jeden ze dvou dosud existujících trolejbusových provozů v zemi a s dvanácti provozními linkami také největší.

## Historie
Trolejbusy v salcburských ulicích zcela nahradily tramvaje (jejich provoz byl ukončen na začátku listopadu 1940). Zároveň se jednalo o první „moderní“ trolejbusový provoz v Rakousku (takzvané „historické“ provozy existovaly většinou před první světovou válkou a od současných trolejbusů se technicky výrazně odlišovaly). První vozy (byly k dispozici 3 kusy) elektrické nekolejové trakce vyjely do salcburských ulic 1. října 1940 v trase Siegmundsplatz – Maxglan, což je dnes část linky číslo 1. Již o necelý měsíc později byla tato trať prodloužena na Makartplatz a za další tři týdny k železničnímu nádraží. V roce 1942 pak byla zprovozněna okružní trať z Maxglanu přes Lehen, nádraží a centrum do Maxglanu. Na konci druhé světové války některé trolejbusy obdržely bateriový pohon a sloužily také jako tahače vozů s nákladem. Po válce se síť postupně rozvíjela (1949 – trať od nádraží do Alpenstraße, 1950 – zprovoznění nové vozovny v Alpenstraße, 1951 – trať Sigmundsplatz – Lieferinger Spitz, atd.). V roce 1961 byly do Salcburku dodány první kloubové trolejbusy.

## Současnost
V roce 2012 bylo v provozu v Salcburku deset trolejbusových linek, které tvoří společně s S-Bahnem páteř místní MHD. Provozní vozy jsou kloubové značek Gräf & Stift (vysokopodlažní i nízkopodlažní), Van Hool (nízkopodlažní, některé jsou vybaveny i pomocným dieselagregátem) a Solaris (nízkopodlažní vozy Trollino 18 s dieselagregátem jsou nakupovány od roku 2009). Dopravní podnik vlastní také několik historických trolejbusů.